# 少し自惚れて
「少し自惚れて」（すこしうぬぼれて）は、Melodyの3枚目のシングル。1994年11月2日にポニーキャニオンより発売された。（ポニーキャニオン移籍第1弾シングル）

## 解説
- テレビ朝日「リングの魂」オープニングソング。
- ポニーキャニオン移籍にともない、「音符は3つでMelodyになる」というキャッチコピーが付けられた。また、本作よりディレクターの平賀和人によるコーラスアレンジが行われ、三声のコーラスワークに重点を置かれた制作が始まった。
- カップリング「唇がふれあえば」は、卒業ソング。

## 収録曲
1. 少し自惚れて
  - 作詞: 黒部真弓、作曲: 松本俊明、編曲: 鈴木雅也
2. 唇がふれあえば
  - 作詞: 天野滋、作曲: 野下俊哉、編曲: 鈴木雅也
3. 少し自惚れて（オリジナルカラオケ）

## 参加ミュージシャン
- HISASHI - E.Guitars
- 鈴木雅也 - Ohter Instruments
- 平賀和人 - Chorus Arrangement
- 田中有紀美・望月まゆ・若杉南 - Chorus Performed

## 収録アルバム
1. 少し自惚れて
  - Love Bomb! - シングルversion
  - LOVE THANKS! - シングルversion、ライヴversion
  - fine〜フィーネ〜 - MAYU Grown-up version
  - Melody BEST - シングルversion
2. 唇がふれあえば
  - LOVE THANKS! - ライヴversion
  - Melody BEST - シングルversion